# Morane-Saulnier MS.733 Alcyon
Il Morane-Saulnier MS.733 Alcyon fu un aereo da addestramento basico monomotore triposto, monoplano ad ala bassa sviluppato dall'azienda aeronautica francese Morane-Saulnier nei primi anni cinquanta.
Unico della serie MS.730 a essere avviato alla produzione in serie, venne utilizzato principalmente nelle scuole di volo di Armée de l'air e Marine nationale e, in azioni belliche, come aereo controguerriglia e da attacco al suolo leggero dall'aeronautica militare francese durante la guerra d'Algeria.

## Impiego operativo

### Cambogia
I primi tre MS.733 Alcyon acquistati dalla Cambogia vennero consegnati ai reparti della Toap Akas Khemarak Phoumin il 20 aprile 1955, ai quali se ne aggiunsero altri quattro il 28 giugno successivo. Gli esemplari, equipaggiati e armati, vennero destinati all'addestramento al tiro e missioni di polizia.

## Utilizzatori

### Militari
Cambogia
- Toap Akas Khemarak Phoumin

 Francia
- Armée de l'air
- Aéronautique navale

 Marocco
- Al-Quwwat al-Jawwiyya al-Malikiyya al-Maghribiyya

### Civili
Francia
- Service d'exploitation de la formation aéronautique (SEFA)

## Esemplari sopravvissuti
Tra gli esemplari sopravvissuti alcuni sono esposti al pubblico in strutture museali in varie parti del mondo tra cui:
- Musée de l'Epopée de l'Industrie et de l'Aéronautique, Albert: 5 esemplari.[4]
- Morbihan Aéro Musée: esemplare No.45, ex Armee de l'air.
- Museo del Aire, esposizione esterna: esemplare No.105, marche F-BMMS ex Aéronautique navale.[5][6]